# Brachychiton carruthersii
Brachychiton carruthersii là một loài thực vật có hoa thuộc họ Sterculiaceae.
Loài này chỉ có ở Papua New Guinea.
Chúng hiện đang bị đe dọa vì mất nơi sống.